# Campeonato de Wimbledon 2016
El torneo de Wimbledon de 2016 se disputó entre el 27 de junio y el 10 de julio de 2016 sobre las pistas de césped del All England Lawn Tennis and Croquet Club, ubicado en Wimbledon, Reino Unido. Esta es la 130.ª edición del campeonato y el tercer torneo de Grand Slam del año.

## Puntos y premios

### Distribución de puntos

#### Séniors
| Evento               | G    | F    | SF  | CF  | Ronda de 16 | Ronda de 32 | Ronda de 64 | Ronda de 128 | Q  | Q3 | Q2 | Q1 |
| Individual masculino | 2000 | 1200 | 720 | 360 | 180         | 90          | 45          | 10           | 25 | 16 | 8  | 0  |
| Dobles masculino     | 2000 | 1200 | 720 | 360 | 180         | 90          | 0           | —            | 25 | —  | —  | —  |
| Individual femenino  | 2000 | 1300 | 780 | 430 | 240         | 130         | 100         | 5            | 60 | 50 | 40 | 2  |
| Dobles femenino      | 2000 | 1300 | 780 | 430 | 240         | 130         | 5           | —            | 48 | —  | —  | —  |

| Evento | G   | F   | SF  | CF  |
| Dobles | 800 | 500 | 375 | 100 |

| Evento               | G   | F   | SF  | CF  | Ronda de 16 | Ronda de 32 | Q  | Q3 |
| Individual masculino | 375 | 270 | 180 | 120 | 75          | 30          | 25 | 20 |
| Individual femenino  | 375 | 270 | 180 | 120 | 75          | 30          | 25 | 20 |
| Dobles masculino     | 270 | 180 | 120 | 75  | 45          | —           | —  | —  |
| Dobles femenino      | 270 | 180 | 120 | 75  | 45          | —           | —  | —  |

### Premios
| Evento                     | G          | F        | SF       | CF       | Ronda de 16 | Ronda de 32 | Ronda de 64 | Ronda de 128 | Q3      | Q2     | Q1     |
| Individual                 | £1,600,000 | £800,000 | £400,000 | £205,000 | £105,000    | £63,000     | £32,000     | £23,500      | £12,000 | £6,000 | £3,000 |
| Dobles *                   | £300,000   | £150,000 | £75,000  | £37,500  | £20,000     | £12,000     | £7,750      | —            | —       | —      | —      |
| Dobles mixto *             | £92,000    | £46,000  | £23,500  | £10,500  | £5,200      | £2,600      | £1,300      | —            | —       | —      | —      |
| Dobles en silla de ruedas* | £8,500     | £5,000   | £3,250   | £2,250   | —           | —           | —           | —            | —       | —      | —      |
| Dobles (invitación)*       | £20,000    | £17,000  | £14,000  | £13,000  | £12,000     | —           | —           | —            | —       | —      | —      |

* Por equipo

## Actuación de los jugadores en el torneo

### Individual masculino
| Campeón                        | Campeón                  | Finalista                  | Finalista                   |
| ------------------------------ | ------------------------ | -------------------------- | --------------------------- |
| Andy Murray [2]                | Andy Murray [2]          | Milos Raonic [6]           | Milos Raonic [6]            |
| Semifinalistas                 |                          |                            |                             |
| Roger Federer [3]              | Roger Federer [3]        | Tomáš Berdych [10]         | Tomáš Berdych [10]          |
| Eliminados en cuartos de final |                          |                            |                             |
| Sam Querrey [28]               | Marin Čilić [9]          | Lucas Pouille [32]         | Jo-Wilfried Tsonga [12]     |
| Eliminados en cuarta ronda     |                          |                            |                             |
| Nicolas Mahut                  | David Goffin [11]        | Steve Johnson              | Kei Nishikori [5]           |
| Jiří Veselý                    | Bernard Tomic [19]       | Richard Gasquet [7]        | Nick Kyrgios [15]           |
| Eliminados en tercera ronda    |                          |                            |                             |
| Novak Djokovic [1]             | Pierre-Hugues Herbert    | Denis Istomin              | Jack Sock [27]              |
| Daniel Evans                   | Grigor Dimitrov          | Lukáš Lacko [Q]            | Andrey Kuznetsov            |
| João Sousa [31]                | Alexander Zverev [24]    | Roberto Bautista Agut [14] | Juan Martín del Potro [ARG] |
| Albert Ramos                   | John Isner [18]          | Feliciano López [22]       | John Millman                |
| Eliminados en segunda ronda    |                          |                            |                             |
| Adrian Mannarino               | Thomaz Bellucci          | Damir Džumhur              | David Ferrer [13]           |
| Édouard Roger-Vasselin [Q]     | Nicolás Almagro          | Robin Haase                | Andreas Seppi               |
| Marcus Willis [Q]              | Alexandr Dolgopolov [30] | Jérémy Chardy              | Gilles Simon [16]           |
| Sergiy Stakhovsky              | Ivo Karlović [23]        | Gilles Müller              | Julien Benneteau [PR]       |
| Dominic Thiem [8]              | Dennis Novikov [Q]       | Mijaíl Yuzhny              | Benjamin Becker             |
| Mikhail Kukushkin              | Radu Albot [Q]           | Donald Young               | Stan Wawrinka [4]           |
| Marcel Granollers              | Viktor Troicki [25]      | Matthew Barton [Q]         | Juan Mónaco                 |
| Dustin Brown [WC]              | Fabio Fognini            | Benoît Paire [26]          | Lu Yen-hsun [PR]            |
| Eliminados en primera ronda    |                          |                            |                             |
| James Ward [WC]                | Kyle Edmund              | Ruben Bemelmans            | Lukáš Rosol                 |
| Philipp Kohlschreiber [21]     | Denis Kudla              | Brydan Klein [WC]          | Dudi Sela                   |
| Alexander Ward [WC]            | Teimuraz Gabashvili      | Rogério Dutra Silva        | Kevin Anderson [20]         |
| Ernests Gulbis                 | Diego Schwartzman        | Guillermo García-López     | Pablo Carreño Busta         |
| Guido Pella                    | Ričardas Berankis        | Jan-Lennard Struff         | Yevgueni Donskoi            |
| Gaël Monfils [17]              | Malek Jaziri             | Bjorn Fratangelo [Q]       | Janko Tipsarević [PR]       |
| Brian Baker [PR]               | Yoshihito Nishioka [Q]   | Paolo Lorenzi              | Borna Ćorić                 |
| Pablo Cuevas [29]              | Santiago Giraldo         | Illya Marchenko            | Sam Groth                   |
| Florian Mayer [PR]             | Igor Sijsling [Q]        | Luke Saville [Q]           | Dmitry Tursunov [PR]        |
| Paul-Henri Mathieu             | Horacio Zeballos         | Facundo Bagnis             | Ivan Dodig                  |
| Jordan Thompson                | Martin Kližan            | Gastão Elias               | Fernando Verdasco           |
| Marius Copil [Q]               | Leonardo Mayer           | Stéphane Robert            | Taylor Fritz                |
| Aljaž Bedene                   | Víctor Estrella          | Vasek Pospisil             | Tristan Lamasine [Q]        |
| Marcos Baghdatis               | Albano Olivetti [Q]      | Taro Daniel                | Íñigo Cervantes             |
| Radek Štěpánek [WC]            | Dušan Lajović            | Federico Delbonis          | Rajeev Ram                  |
| Franko Škugor [Q]              | Albert Montañés          | Alexander Kudryavtsev [Q]  | Liam Broady [WC]            |

### Individual femenino
| Campeona                       | Campeona                  | Finalista                 | Finalista                |
| ------------------------------ | ------------------------- | ------------------------- | ------------------------ |
| Serena Williams [1]            | Serena Williams [1]       | Angelique Kerber [4]      | Angelique Kerber [4]     |
| Semifinalistas                 |                           |                           |                          |
| Yelena Vesnina                 | Yelena Vesnina            | Venus Williams [8]        | Venus Williams [8]       |
| Eliminadas en cuartos de final |                           |                           |                          |
| Anastasiya Pavliuchenkova [21] | Dominika Cibulková [19]   | Simona Halep [5]          | Yaroslava Shvedova       |
| Eliminadas en cuarta ronda     |                           |                           |                          |
| Svetlana Kuznetsova [13]       | Coco Vandeweghe [27]      | Agnieszka Radwańska [3]   | Yekaterina Makarova      |
| Madison Keys [9]               | Misaki Doi                | Carla Suárez Navarro [12] | Lucie Šafářová [28]      |
| Eliminadas en tercera ronda    |                           |                           |                          |
| Annika Beck                    | Sloane Stephens [18]      | Timea Bacsinszky [11]     | Roberta Vinci [6]        |
| Kateřina Siniaková             | Eugenie Bouchard          | Barbora Strýcová [24]     | Julia Boserup [Q]        |
| Kiki Bertens [26]              | Alizé Cornet              | Anna-Lena Friedsam        | Carina Witthöft          |
| Daria Kasatkina [29]           | Marina Erakovic [Q]       | Sabine Lisicki            | Jana Čepelová [Q]        |
| Eliminadas en segunda ronda    |                           |                           |                          |
| Christina McHale               | Aliaksandra Sasnovich     | Mandy Minella [Q]         | Tara Moore [WC]          |
| Monica Niculescu               | Yulia Putintseva          | Tímea Babos               | Duan Yingying [LL]       |
| Ana Konjuh                     | Caroline Garcia [30]      | Daria Gavrilova           | Johanna Konta [16]       |
| Petra Kvitová [10]             | Evgeniya Rodina [WC]      | Andrea Petkovic [32]      | Belinda Bencic [7]       |
| Francesca Schiavone            | Mona Barthel              | Sara Errani [20]          | Kirsten Flipkens         |
| Karolína Plíšková [15]         | Ekaterina Alexandrova [Q] | Kurumi Nara               | Varvara Lepchenko        |
| Maria Sakkari [Q]              | Lara Arruabarrena         | Jelena Janković [22]      | Denisa Allertová         |
| Samantha Stosur [14]           | Elina Svitolina [17]      | Samantha Crawford         | Garbiñe Muguruza [2]     |
| Eliminadas en primera ronda    |                           |                           |                          |
| Amra Sadiković [Q]             | Daniela Hantuchová [WC]   | Heather Watson            | Kristina Mladenovic [31] |
| Peng Shuai [PR]                | Anna Tatishvili           | Alison Van Uytvanck       | Caroline Wozniacki       |
| Luksika Kumkhum [Q]            | Aleksandra Krunić [Q]     | Marina Melnikova [WC]     | Hsieh Su-wei             |
| Kateryna Bondarenko            | Katie Swan [WC]           | Kristýna Plíšková         | Alison Riske             |
| Kateryna Kozlova               | Karin Knapp               | Pauline Parmentier        | Çağla Büyükakçay         |
| Mirjana Lučić-Baroni           | Wang Qiang                | Magdaléna Rybáriková      | Mónica Puig [33]         |
| Sorana Cîrstea                 | Johanna Larsson           | Lesia Tsurenko            | Anett Kontaveit          |
| Nao Hibino                     | Tamira Paszek [Q]         | Tatjana Maria [Q]         | Tsvetana Pironkova       |
| Anna Schmiedlová               | Anastasija Sevastova      | Danka Kovinić             | Jeļena Ostapenko         |
| Patricia Maria Țig             | Polona Hercog             | Nicole Gibbs              | Laura Siegemund          |
| Yanina Wickmayer               | Louisa Chirico            | Zarina Diyas              | Ana Ivanovic [23]        |
| Irina-Camelia Begu [25]        | Madison Brengle           | Teliana Pereira           | Laura Robson [WC]        |
| Donna Vekić                    | Zheng Saisai              | Olga Govortsova           | Victoria Duval [PR]      |
| Stefanie Vögele                | Irina Falconi             | Margarita Gasparyan       | Zhang Shuai              |
| Magda Linette                  | Shelby Rogers             | Julia Görges              | Naomi Broady             |
| Bethanie Mattek-Sands          | Paula Kania [Q]           | Mariana Duque Mariño      | Camila Giorgi            |

## Sumario

### Día 1 (27 de junio)
- Programación del día Archivado el 8 de julio de 2016 en Wayback Machine.
- Cabezas de serie eliminados:
  - Individual masculino:  Gaël Monfils [17],  Kevin Anderson [20],  Philipp Kohlschreiber [21],  Pablo Cuevas [29]
  - Individual femenino:   Ana Ivanovic [23],  Irina-Camelia Begu [25]

| Partidos en Canchas Principales                      | Partidos en Canchas Principales                 | Partidos en Canchas Principales                 | Partidos en Canchas Principales                 |
| Partidos en el Estadio Central All England Club      | Partidos en el Estadio Central All England Club | Partidos en el Estadio Central All England Club | Partidos en el Estadio Central All England Club |
| Modalidad                                            | Ganadores                                       | Perdedores                                      | Resultado                                       |
| ---------------------------------------------------- | ----------------------------------------------- | ----------------------------------------------- | ----------------------------------------------- |
| Individuales masculinos - Primera ronda              | Novak Djokovic [1]                              | James Ward [WC]                                 | 6–0, 7–6(7–3), 6–4                              |
| Individuales femeninos - Primera ronda               | Garbiñe Muguruza [2]                            | Camila Giorgi                                   | 6–2, 5–7, 6–4                                   |
| Individuales masculinos - Primera ronda              | Roger Federer [3]                               | Guido Pella                                     | 7–6(7–5), 7–6(7–3), 6–3                         |
| Partidos en la Pista N.º 1                           |                                                 |                                                 |                                                 |
| Modalidad                                            | Ganadores                                       | Perdedores                                      | Resultado                                       |
| Individuales femeninos - Primera ronda               | Venus Williams [8]                              | Donna Vekić                                     | 7–6(7–3), 6–4                                   |
| Individuales masculinos - Primera ronda              | Kei Nishikori [5]                               | Sam Groth                                       | 6–4, 6–3, 7–5                                   |
| Individuales femeninos - Primera ronda               | Angelique Kerber [4]                            | Laura Robson [WC]                               | 6–2, 6–2                                        |
| Partidos en la Pista N.º 2                           |                                                 |                                                 |                                                 |
| Modalidad                                            | Ganadores                                       | Perdedores                                      | Resultado                                       |
| Individuales masculinos - Primera ronda              | Adrian Mannarino                                | Kyle Edmund                                     | 6–2, 7–5, 6–4                                   |
| Individuales femeninos - Primera ronda               | Madison Keys [9]                                | Laura Siegemund                                 | 6–3, 6–1                                        |
| Individuales masculinos - Primera ronda              | Milos Raonic [6]                                | Pablo Carreño Busta                             | 7–6(7–4), 6–2, 6–4                              |
| Individuales femeninos - Primera ronda               | Simona Halep [5]                                | Anna Schmiedlová                                | 6–4, 6–1                                        |
| Individuales femeninos - Primera ronda               | Karolína Plíšková [15]                          | Yanina Wickmayer                                | 6–2, 0–6, 8–6                                   |
| Partidos en la Pista N.º 3                           |                                                 |                                                 |                                                 |
| Modalidad                                            | Ganadores                                       | Perdedores                                      | Resultado                                       |
| Individuales femeninos - Primera ronda               | Samantha Stosur [14]                            | Magda Linette                                   | 7–5, 6–3                                        |
| Individuales masculinos - Primera ronda              | David Ferrer [13]                               | Dudi Sela                                       | 6–2, 6–1, 6–1                                   |
| Individuales masculinos - Primera ronda              | David Goffin [11]                               | Alexander Ward [WC]                             | 6–2, 6–3, 6–2                                   |
| Individuales femeninos - Primera ronda               | Elina Svitolina [17]                            | Naomi Broady                                    | 6–2, 6–3                                        |
| Individuales femeninos - Primera ronda               | Kiki Bertens [26]                               | Jeļena Ostapenko                                | 6–3, 6–2                                        |
| Individuales femeninos - Primera ronda               | Jelena Janković [22]                            | Stefanie Vögele                                 | 6–2, 6–2                                        |
| Fondo de color indica un partido de la rama femenina |                                                 |                                                 |                                                 |

### Día 2 (28 de junio)
- Programación del día Archivado el 8 de julio de 2016 en Wayback Machine.
- Cabezas de serie eliminados:
  - Individual masculino:
  - Individual femenino:

| Partidos en Canchas Principales                      | Partidos en Canchas Principales                 | Partidos en Canchas Principales                 | Partidos en Canchas Principales                 |
| Partidos en el Estadio Central All England Club      | Partidos en el Estadio Central All England Club | Partidos en el Estadio Central All England Club | Partidos en el Estadio Central All England Club |
| Modalidad                                            | Ganadores                                       | Perdedores                                      | Resultado                                       |
| ---------------------------------------------------- | ----------------------------------------------- | ----------------------------------------------- | ----------------------------------------------- |
| Individuales femeninos - Primera ronda               | Serena Williams [1]                             | Amra Sadiković [Q]                              | 6–2, 6–4                                        |
| Individuales masculinos - Primera ronda              | Andy Murray [2]                                 | Liam Broady [WC]                                | 6–2, 6–3, 6–4                                   |
| Individuales femeninos - Primera ronda               | Svetlana Kuznetsova [13]                        | Caroline Wozniacki                              | 7–5, 6–4                                        |
| Individuales femeninos - Primera ronda               | Coco Vandeweghe [27]                            | Kateryna Bondarenko                             | 6–2, 7–6(7–3)                                   |
| Partidos en la Pista N.º 1                           |                                                 |                                                 |                                                 |
| Modalidad                                            | Ganadores                                       | Perdedores                                      | Resultado                                       |
| Individuales masculinos - Primera ronda              | Stan Wawrinka [4]                               | Taylor Fritz                                    | 7–6(7–4), 6–1, 6–7(2–7), 6–4                    |
| Individuales femeninos - Primera ronda               | Mónica Puig vs Johanna Konta [16]               | Mónica Puig vs Johanna Konta [16]               | 1–6, 1–2, suspendido                            |
| Partidos en la Pista N.º 2                           |                                                 |                                                 |                                                 |
| Modalidad                                            | Ganadores                                       | Perdedores                                      | Resultado                                       |
| Individuales masculinos - Primera ronda              | Nick Kyrgios [15]                               | Radek Štěpánek [WC]                             | 6–4, 6–3, 6–7(9–11), 6–1                        |
| Individuales masculinos - Primera ronda              | Fernando Verdasco vs Bernard Tomic [19]         | Fernando Verdasco vs Bernard Tomic [19]         | 6–4, 3–6, 3–6, 6–3, suspendido                  |
| Partidos en la Pista N.º 3                           |                                                 |                                                 |                                                 |
| Modalidad                                            | Ganadores                                       | Perdedores                                      | Resultado                                       |
| Individuales masculinos - Primera ronda              | Richard Gasquet [7]                             | Aljaž Bedene                                    | 6–3, 6–4, 6–3                                   |
| Individuales femeninos - Primera ronda               | Roberta Vinci [6]                               | Alison Riske                                    | 6–2, 5–7, 6–3                                   |
| Individuales masculinos - Primera ronda              | Dominic Thiem [8] vs Florian Mayer [PR]         | Dominic Thiem [8] vs Florian Mayer [PR]         | 1–2, suspendido                                 |
| Fondo de color indica un partido de la rama femenina |                                                 |                                                 |                                                 |

### Día 3 (29 de junio)
- Programación del día Archivado el 8 de julio de 2016 en Wayback Machine.
- Cabezas de serie eliminados:
  - Individual masculino:
  - Individual femenino:

| Partidos en Canchas Principales                           | Partidos en Canchas Principales                 | Partidos en Canchas Principales                 | Partidos en Canchas Principales                 |
| Partidos en el Estadio Central All England Club           | Partidos en el Estadio Central All England Club | Partidos en el Estadio Central All England Club | Partidos en el Estadio Central All England Club |
| Modalidad                                                 | Ganadores                                       | Perdedores                                      | Resultado                                       |
| --------------------------------------------------------- | ----------------------------------------------- | ----------------------------------------------- | ----------------------------------------------- |
| Individuales femeninos - Primera ronda                    | Agnieszka Radwańska [3]                         | Kateryna Kozlova                                | 6–2, 6–1                                        |
| Individuales masculinos - Segunda ronda                   | Novak Djokovic [1]                              | Adrian Mannarino                                | 6–4, 6–3, 7–6(7–5)                              |
| Individuales masculinos - Segunda ronda                   | Roger Federer [3]                               | Marcus Willis [Q]                               | 6–0, 6–3, 6–4                                   |
| Individuales femeninos - Primera ronda                    | Belinda Bencic [7]                              | Tsvetana Pironkova                              | 6–2, 6–3                                        |
| Individuales femeninos - Primera ronda                    | Eugenie Bouchard                                | Magdaléna Rybáriková                            | 6–3, 6–4                                        |
| Partidos en la Pista N.º 1                                |                                                 |                                                 |                                                 |
| Modalidad                                                 | Ganadores                                       | Perdedores                                      | Resultado                                       |
| Individuales femeninos - Primera ronda                    | Johanna Konta [16]                              | Mónica Puig                                     | 6–1, 7–5                                        |
| Individuales masculinos - Segunda ronda                   | Grigor Dimitrov vs Gilles Simon [16]            | Grigor Dimitrov vs Gilles Simon [16]            | 1–0, suspendido                                 |
| Partidos en la Pista N.º 2                                |                                                 |                                                 |                                                 |
| Modalidad                                                 | Ganadores                                       | Perdedores                                      | Resultado                                       |
| Anexo:Campeonato de Wimbledon 2016 (individual masculino) | Bernard Tomic [19]                              | Fernando Verdasco                               | 4–6, 6–3, 6–3, 3–6, 6–4                         |
| Individuales masculinos - Segunda ronda                   | Daniel Evans vs Alexandr Dolgopolov [30]        | Daniel Evans vs Alexandr Dolgopolov [30]        | 6–6, suspendido                                 |
| Partidos en la Pista N.º 3                                |                                                 |                                                 |                                                 |
| Modalidad                                                 | Ganadores                                       | Perdedores                                      | Resultado                                       |
| Individuales masculinos - Primera ronda                   | Dominic Thiem [8]                               | Florian Mayer [PR]                              | 7–5, 6–4, 6–4                                   |
| Fondo de color indica un partido de la rama femenina      |                                                 |                                                 |                                                 |

### Día 4 (30 de junio)
- Programación del día (enlace roto disponible en Internet Archive; véase el historial, la primera versión y la última).
- Cabezas de serie eliminados:
  - Individual masculino:  Dominic Thiem [8],  David Ferrer [13],  Gilles Simon [16],  Ivo Karlović [23],  Viktor Troicki [25],  Benoît Paire [26],  Alexandr Dolgopolov [30]
  - Individual femenino:   Garbiñe Muguruza [2],  Belinda Bencic [7],  Samantha Stosur [14],  Karolína Plíšková [15],  Johanna Konta [16],  Elina Svitolina [17],  Sara Errani [20],  Jelena Janković [22],  Caroline Garcia [30],  Kristina Mladenovic [31],  Andrea Petkovic [32]
  - Dobles masculino:  Jean-Julien Rojer /  Horia Tecău [4]
  - Dobles femenino:  Xu Yifan /  Zheng Saisai [9],  Andreja Klepač /  Katarina Srebotnik [11],  Margarita Gasparyan /  Monica Niculescu [12]

| Partidos en Canchas Principales                      | Partidos en Canchas Principales                 | Partidos en Canchas Principales                 | Partidos en Canchas Principales                 |
| Partidos en el Estadio Central All England Club      | Partidos en el Estadio Central All England Club | Partidos en el Estadio Central All England Club | Partidos en el Estadio Central All England Club |
| Modalidad                                            | Ganadores                                       | Perdedores                                      | Resultado                                       |
| ---------------------------------------------------- | ----------------------------------------------- | ----------------------------------------------- | ----------------------------------------------- |
| Individuales masculinos - Segunda ronda              | Kei Nishikori [5]                               | Julien Benneteau [PR]                           | 4–6, 6–4, 6–4, 6–2                              |
| Individuales masculinos - Segunda ronda              | Andy Murray [2]                                 | Lu Yen-hsun [PR]                                | 6–3, 6–2, 6–1                                   |
| Individuales femeninos - Segunda ronda               | Eugenie Bouchard                                | Johanna Konta [16]                              | 6–3, 1–6, 6–1                                   |
| Partidos en la Pista N.º 1                           |                                                 |                                                 |                                                 |
| Modalidad                                            | Ganadores                                       | Perdedores                                      | Resultado                                       |
| Individuales masculinos - Segunda ronda              | Grigor Dimitrov                                 | Gilles Simon [16]                               | 6–3, 7–6(7–1), 4–6, 6–4                         |
| Individuales femeninos - Segunda ronda               | Jana Čepelová [Q]                               | Garbiñe Muguruza [2]                            | 6–3, 6–2                                        |
| Individuales masculinos - Segunda ronda              | Jiří Veselý                                     | Dominic Thiem [8]                               | 7–6(7–4), 7–6(7–5), 7–6(7–3)                    |
| Partidos en la Pista N.º 2                           |                                                 |                                                 |                                                 |
| Modalidad                                            | Ganadores                                       | Perdedores                                      | Resultado                                       |
| Individuales masculinos - Segunda ronda              | Daniel Evans                                    | Alexandr Dolgopolov [30]                        | 7–6(8–6), 6–4, 6–1                              |
| Individuales femeninos - Segunda ronda               | Simona Halep [5]                                | Francesca Schiavone                             | 6–1, 6–1                                        |
| Individuales masculinos - Segunda ronda              | Bernard Tomic [19]                              | Radu Albot [Q]                                  | 7–6(7–3), 6–3, 6–7(6–8), 6–3                    |
| Individuales femeninos - Segunda ronda               | Agnieszka Radwańska [3]                         | Ana Konjuh                                      | 6–2, 4–6, 9–7                                   |
| Partidos en la Pista N.º 3                           |                                                 |                                                 |                                                 |
| Modalidad                                            | Ganadores                                       | Perdedores                                      | Resultado                                       |
| Individuales femeninos - Primera ronda               | Timea Bacsinszky [11]                           | Luksika Kumkhum [Q]                             | 6–4, 6–2                                        |
| Individuales masculinos - Segunda ronda              | Milos Raonic [6]                                | Andreas Seppi                                   | 7–6(7–5), 6–4, 6–2                              |
| Individuales femeninos - Segunda ronda               | Julia Boserup [Q]                               | Belinda Bencic [7]                              | 6–4, 1–0, retiro                                |
| Dobles femeninos - Primera ronda                     | Serena Williams Venus Williams                  | Andreja Klepač [11] Katarina Srebotnik [11]     | 7–5, 6–3                                        |
| Individuales femeninos - Segunda ronda               | Coco Vandeweghe [27]                            | Tímea Babos                                     | 6–2, 6–3                                        |
| Fondo de color indica un partido de la rama femenina |                                                 |                                                 |                                                 |

### Día 5 (1 de julio)
- Programación del día Archivado el 8 de julio de 2016 en Wayback Machine.
- Cabezas de serie eliminados:
  - Individual masculino:  Stan Wawrinka [4]
  - Individual femenino:  Daria Kasatkina [29]

| Partidos en Canchas Principales                      | Partidos en Canchas Principales                 | Partidos en Canchas Principales                 | Partidos en Canchas Principales                 |
| Partidos en el Estadio Central All England Club      | Partidos en el Estadio Central All England Club | Partidos en el Estadio Central All England Club | Partidos en el Estadio Central All England Club |
| Modalidad                                            | Ganadores                                       | Perdedores                                      | Resultado                                       |
| ---------------------------------------------------- | ----------------------------------------------- | ----------------------------------------------- | ----------------------------------------------- |
| Individuales masculinos - Segunda ronda              | Juan Martín del Potro [PR]                      | Stan Wawrinka [4]                               | 3–6, 6–3, 7–6(7–2), 6–3                         |
| Individuales femeninos - Segunda ronda               | Serena Williams [1]                             | Christina McHale                                | 6–7(7–9), 6–2, 6–4                              |
| Individuales masculinos - Tercera ronda              | Roger Federer [3]                               | Daniel Evans                                    | 6–4, 6–2, 6–2                                   |
| Partidos en la Pista N.º 1                           |                                                 |                                                 |                                                 |
| Modalidad                                            | Ganadores                                       | Perdedores                                      | Resultado                                       |
| Individuales femeninos - Tercera ronda               | Venus Williams [8]                              | Daria Kasatkina [29]                            | 7–5, 4–6, 10–8                                  |
| Individuales masculinos - Tercera ronda              | Novak Djokovic [1] vs Sam Querrey [28]          | Novak Djokovic [1] vs Sam Querrey [28]          | 6–7(6–8), 1–6, suspendido                       |
| Partidos en la Pista N.º 2                           |                                                 |                                                 |                                                 |
| Modalidad                                            | Ganadores                                       | Perdedores                                      | Resultado                                       |
| Individuales masculinos - Segunda ronda              | Nick Kyrgios [15]                               | Dustin Brown [WC]                               | 6–7(3–7), 6–1, 2–6, 6–4, 6–4                    |
| Individuales femeninos - Segunda ronda               | Petra Kvitová [10] vs Yekaterina Makarova       | Petra Kvitová [10] vs Yekaterina Makarova       | 5–7, suspendido                                 |
| Partidos en la Pista N.º 3                           |                                                 |                                                 |                                                 |
| Modalidad                                            | Ganadores                                       | Perdedores                                      | Resultado                                       |
| Individuales masculinos - Segunda ronda              | Tomáš Berdych [10]                              | Benjamin Becker                                 | 6–4, 6–1, 6–2                                   |
| Individuales femeninos - Segunda ronda               | Svetlana Kuznetsova [13]                        | Tara Moore [WC]                                 | 6–1, 2–6, 6–3                                   |
| Fondo de color indica un partido de la rama femenina |                                                 |                                                 |                                                 |

### Día 6 (2 de julio)
- Programación del día Archivado el 8 de julio de 2016 en Wayback Machine.
  - Individual masculino:  Novak Djokovic [1],  Roberto Bautista Agut [14],  Jack Sock [27]
  - Individual femenino:  Petra Kvitová [10],  Kiki Bertens [26]
  - Dobles masculino:   Łukasz Kubot /  Alexander Peya [7],  Juan Sebastián Cabal /  Robert Farah [13]
  - Dobles femenino:   Sara Errani /  Oksana Kalashnikova [15]

| Partidos en Canchas Principales                      | Partidos en Canchas Principales                 | Partidos en Canchas Principales                 | Partidos en Canchas Principales                 |
| Partidos en el Estadio Central All England Club      | Partidos en el Estadio Central All England Club | Partidos en el Estadio Central All England Club | Partidos en el Estadio Central All England Club |
| Modalidad                                            | Ganadores                                       | Perdedores                                      | Resultado                                       |
| ---------------------------------------------------- | ----------------------------------------------- | ----------------------------------------------- | ----------------------------------------------- |
| Individuales femeninos - Tercera ronda               | Simona Halep [5]                                | Kiki Bertens [26]                               | 6−4, 6−3                                        |
| Individuales masculinos - Tercera ronda              | Andy Murray [2]                                 | John Millman                                    | 6–3, 7–5, 6–2                                   |
| Individuales masculinos - Tercera ronda              | Milos Raonic [6]                                | Jack Sock [27]                                  | 7–6(7–2), 6–4, 7–6(7–1)                         |
| Partidos en la Pista N.º 1                           |                                                 |                                                 |                                                 |
| Modalidad                                            | Ganadores                                       | Perdedores                                      | Resultado                                       |
| Individuales masculinos - Tercera ronda              | Sam Querrey [28]                                | Novak Djokovic [1]                              | 7−6(8−6), 6−1, 3−6, 7−6(7−5)                    |
| Individuales femeninos - Tercera ronda               | Madison Keys [9]                                | Alizé Cornet                                    | 6–4, 5–7, 6–2                                   |
| Individuales masculinos - Tercera ronda              | Nick Kyrgios [15] vs. Feliciano López [22]      | Nick Kyrgios [15] vs. Feliciano López [22]      | 6–3, 6–7(2–7), suspendido                       |
| Partidos en la Pista N.º 2                           |                                                 |                                                 |                                                 |
| Modalidad                                            | Ganadores                                       | Perdedores                                      | Resultado                                       |
| Individuales femeninos - Tercera ronda               | Angelique Kerber [4]                            | Carina Witthöft                                 | 7–6(13–11), 6–1                                 |
| Individuales femeninos - Segunda ronda               | Yekaterina Makarova                             | Petra Kvitová [10]                              | 7–5, 7–6(7–5)                                   |
| Individuales femeninos - Tercera ronda               | Dominika Cibulková [19]                         | Eugenie Bouchard                                | 6–4, 6–3                                        |
| Individuales masculinos - Tercera ronda              | John Isner [18] vs. Jo-Wilfried Tsonga [12]     | John Isner [18] vs. Jo-Wilfried Tsonga [12]     | 7–6(7–3), 6–3, 6–7(5–7), suspendido             |
| Partidos en la Pista N.º 3                           |                                                 |                                                 |                                                 |
| Modalidad                                            | Ganadores                                       | Perdedores                                      | Resultado                                       |
| Individuales masculinos - Tercera ronda              | Kei Nishikori [5]                               | Andrey Kuznetsov                                | 7–5, 6–3, 7–5                                   |
| Individuales masculinos - Tercera ronda              | David Goffin [11]                               | Denis Istomin                                   | 6–4, 6–3, 2–6, 6–1                              |
| Individuales femeninos - Tercera ronda               | Agnieszka Radwańska [3]                         | Kateřina Siniaková                              | 6–3, 6–1                                        |
| Fondo de color indica un partido de la rama femenina |                                                 |                                                 |                                                 |

### Día 7 (3 de julio)
Apenas por cuarta vez en la historia de Wimbledon, el juego ha sido programado para el domingo debido a la lluvia interrupciones.
- Programación del día Archivado el 3 de julio de 2016 en Wayback Machine.
- Cabezas de serie eliminados:
  - Individual masculino:  John Isner [18],  Feliciano López [22],  Alexander Zverev [24],  João Sousa [31]
  - Individual femenino:  Roberta Vinci [6],  Timea Bacsinszky [11],  Sloane Stephens [19],  Barbora Strýcová [24]
  - Dobles masculino:
  - Dobles femenino:  Chan Hao-ching /  Chan Yung-jan [3],  Vania King /  Alla Kudryavtseva [13]
  - Dobles mixto:  Horia Tecău /  Coco Vandeweghe [3],  Raven Klaasen /  Raquel Atawo [7]

| Partidos en Canchas Principales                      | Partidos en Canchas Principales                 | Partidos en Canchas Principales                 | Partidos en Canchas Principales                 |
| Partidos en el Estadio Central All England Club      | Partidos en el Estadio Central All England Club | Partidos en el Estadio Central All England Club | Partidos en el Estadio Central All England Club |
| Modalidad                                            | Ganadores                                       | Perdedores                                      | Resultado                                       |
| ---------------------------------------------------- | ----------------------------------------------- | ----------------------------------------------- | ----------------------------------------------- |
| Individuales femeninos - Tercera ronda               | Coco Vandeweghe [27]                            | Roberta Vinci [6]                               | 6–3, 6–4                                        |
| Individuales femeninos - Tercera ronda               | Serena Williams [1]                             | Annika Beck                                     | 6–3, 6–0                                        |
| Individuales masculinos - Tercera ronda              | Tomáš Berdych [10]                              | Alexander Zverev [24]                           | 6–3, 6–4, 4–6, 6–1                              |
| Partidos en la Pista N.º 1                           |                                                 |                                                 |                                                 |
| Modalidad                                            | Ganadores                                       | Perdedores                                      | Resultado                                       |
| Individuales femeninos - Tercera ronda               | Svetlana Kuznetsova [13]                        | Sloane Stephens [19]                            | 6–7(1–7), 6–2, 8–6                              |
| Individuales masculinos - Tercera ronda              | Nick Kyrgios [15]                               | Feliciano López [22]                            | 6–3, 6–7(2–7), 6–3, 6–4                         |
| Individuales masculinos - Tercera ronda              | Jiří Veselý                                     | João Sousa [31]                                 | 6–2, 6–2, 7–5                                   |
| Partidos en la Pista N.º 2                           |                                                 |                                                 |                                                 |
| Modalidad                                            | Ganadores                                       | Perdedores                                      | Resultado                                       |
| Individuales femeninos - Tercera ronda               | Anastasiya Pavliuchenkova [21]                  | Timea Bacsinszky [11]                           | 6–3, 6–2                                        |
| Individuales masculinos - Tercera ronda              | Jo-Wilfried Tsonga [12]                         | John Isner [18]                                 | 6–7(3–7), 3–6, 7–6(7–5), 6–2, 19–17             |
| Dobles masculinos - Segunda ronda                    | Bob Bryan Mike Bryan [2]                        | Malek Jaziri Lukáš Rosol                        | 6-3, 6-4                                        |
| Partidos en la Pista N.º 3                           |                                                 |                                                 |                                                 |
| Modalidad                                            | Ganadores                                       | Perdedores                                      | Resultado                                       |
| Dobles masculinos - Segunda ronda                    | Oliver Marach Fabrice Martin                    | Ken Skupski [WC] Neal Skupski [WC]              | 5–7, 6–2, 6–4                                   |
| Individuales femeninos - Tercera ronda               | Yekaterina Makarova                             | Barbora Strýcová [24]                           | 6–4, 6–2                                        |
| Dobles femeninos - Segunda ronda                     | Martina Hingis Sania Mirza [1]                  | Eri Hozumi Miyu Kato                            | 6–3, 6–1                                        |
| Dobles femeninos - Primera ronda                     | Yekaterina Makarova Yelena Vesnina [4]          | Jocelyn Rae Anna Smith [WC]                     | 7-5, 4-6, 6-4                                   |
| Fondo de color indica un partido de la rama femenina |                                                 |                                                 |                                                 |

### Día 8 (4 de julio)
- Programación del día Archivado el 3 de julio de 2016 en Wayback Machine.
- Cabezas de serie eliminados:
  - Individual masculino:  Kei Nishikori [5],  Richard Gasquet [7],  David Goffin [11],  Nick Kyrgios [15],  Bernard Tomic [19]
  - Individual femenino:  Agnieszka Radwańska [3],  Madison Keys [9],  Carla Suárez Navarro [12],  Svetlana Kuznetsova [13],  Coco Vandeweghe [27],  Lucie Šafářová [28]
  - Dobles masculino:  Ivan Dodig /  Marcelo Melo [5],  Rohan Bopanna /  Florin Mergea [6],  Dominic Inglot /  Daniel Nestor [9],  Pablo Cuevas /  Marcel Granollers [15]
  - Dobles femenino:
  - Dobles mixto:  Max Mirnyi /  Chan Hao-ching [4],  Jean-Julien Rojer /  Kiki Bertens [8]

| Partidos en Canchas Principales                      | Partidos en Canchas Principales                 | Partidos en Canchas Principales                 | Partidos en Canchas Principales                 |
| Partidos en el Estadio Central All England Club      | Partidos en el Estadio Central All England Club | Partidos en el Estadio Central All England Club | Partidos en el Estadio Central All England Club |
| Modalidad                                            | Ganadores                                       | Perdedores                                      | Resultado                                       |
| ---------------------------------------------------- | ----------------------------------------------- | ----------------------------------------------- | ----------------------------------------------- |
| Individuales masculinos - Cuarta ronda               | Roger Federer [3]                               | Steve Johnson                                   | 6–2, 6–3, 7–5                                   |
| Individuales femeninos - Cuarta ronda                | Serena Williams [1]                             | Svetlana Kuznetsova [13]                        | 7–5, 6–0                                        |
| Individuales masculinos - Cuarta ronda               | Andy Murray [2]                                 | Nick Kyrgios [15]                               | 7–5, 6–1, 6–4                                   |
| Partidos en la Pista N.º 1                           |                                                 |                                                 |                                                 |
| Modalidad                                            | Ganadores                                       | Perdedores                                      | Resultado                                       |
| Individuales femeninos - Cuarta ronda                | Simona Halep [5]                                | Madison Keys [9]                                | 6–7(5–7), 6–4, 6–3                              |
| Individuales femeninos - Cuarta ronda                | Venus Williams [8]                              | Carla Suárez Navarro [12]                       | 7–6(7–3), 6–4                                   |
| Individuales masculinos - Cuarta ronda               | Jo-Wilfried Tsonga [12]                         | Richard Gasquet [7]                             | 4–2, retiro                                     |
| Partidos en la Pista N.º 2                           |                                                 |                                                 |                                                 |
| Modalidad                                            | Ganadores                                       | Perdedores                                      | Resultado                                       |
| Individuales femeninos - Cuarta ronda                | Angelique Kerber [4]                            | Misaki Doi                                      | 6–3, 6–1                                        |
| Individuales masculinos - Cuarta ronda               | Marin Čilić [9]                                 | Kei Nishikori [5]                               | 6–1, 5–1, retiro                                |
| Individuales masculinos - Cuarta ronda               | Milos Raonic [6]                                | David Goffin [11]                               | 4–6, 3–6, 6–4, 6–4, 6–4                         |
| Partidos en la Pista N.º 3                           |                                                 |                                                 |                                                 |
| Modalidad                                            | Ganadores                                       | Perdedores                                      | Resultado                                       |
| Individuales femeninos - Cuarta ronda                | Dominika Cibulková [19]                         | Agnieszka Radwańska [3]                         | 6–3, 5–7, 9–7                                   |
| Individuales femeninos - Cuarta ronda                | Yelena Vesnina                                  | Yekaterina Makarova                             | 5–7, 6–1, 9–7                                   |
| Individuales masculinos - Cuarta ronda               | Jiří Veselý vs Tomáš Berdych [10]               | Jiří Veselý vs Tomáš Berdych [10]               | 6–4, 3–6, 6–7(8–10), 7–6(11–9), suspendido      |
| Fondo de color indica un partido de la rama femenina |                                                 |                                                 |                                                 |

### Día 9 (5 de julio)
- Programación del día Archivado el 4 de julio de 2016 en Wayback Machine.
- Cabezas de serie eliminados:
  - Individual masculino:
  - Individual femenino:  Simona Halep [5],  Dominika Cibulková [19],  Anastasiya Pavliuchenkova [21]
  - Dobles masculino:  Vasek Pospisil /  Jack Sock [8],  Radek Štěpánek /  Nenad Zimonjić [14],  Mate Pavić /  Michael Venus [16]
  - Dobles femenino:  Andrea Hlaváčková /  Lucie Hradecká [6]
  - Dobles mixto:  Ivan Dodig /  Sania Mirza [1],  Rohan Bopanna /  Anastasia Rodionova [13]

| Partidos en Canchas Principales                      | Partidos en Canchas Principales                   | Partidos en Canchas Principales                 | Partidos en Canchas Principales                 |
| Partidos en el Estadio Central All England Club      | Partidos en el Estadio Central All England Club   | Partidos en el Estadio Central All England Club | Partidos en el Estadio Central All England Club |
| Modalidad                                            | Ganadores                                         | Perdedores                                      | Resultado                                       |
| ---------------------------------------------------- | ------------------------------------------------- | ----------------------------------------------- | ----------------------------------------------- |
| Individuales femeninos - Cuartos de final            | Angelique Kerber [4]                              | Simona Halep [5]                                | 7–5, 7–6(7–2)                                   |
| Individuales femeninos - Cuartos de final            | Serena Williams [1]                               | Anastasiya Pavliuchenkova [21]                  | 6–4, 6–4                                        |
| Dobles masculinos - Tercera ronda                    | Bob Bryan [2] Mike Bryan [2]                      | Radek Štěpánek [14] Nenad Zimonjić [14]         | 7–5, 6–7(10–12), 6–4, 3–6, 6–3                  |
| Partidos en la Pista N.º 1                           |                                                   |                                                 |                                                 |
| Modalidad                                            | Ganadores                                         | Perdedores                                      | Resultado                                       |
| Individuales femeninos - Cuartos de final            | Venus Williams [8]                                | Yaroslava Shvedova                              | 7–6(7–5), 6–2                                   |
| Individuales femeninos - Cuartos de final            | Yelena Vesnina                                    | Dominika Cibulková [19]                         | 6–2, 6–2                                        |
| Dobles masculinos - Tercera ronda                    | Pierre-Hugues Herbert [1] Nicolas Mahut [1]       | Sam Groth Robert Lindstedt                      | 7–5, 3–6, 7–6(7–4), 6–3                         |
| Partidos en la Pista N.º 2                           |                                                   |                                                 |                                                 |
| Modalidad                                            | Ganadores                                         | Perdedores                                      | Resultado                                       |
| Dobles masculinos - Tercera ronda                    | Julien Benneteau [PR] Édouard Roger-Vasselin [PR] | Vasek Pospisil [8] Jack Sock [8]                | 6–4, 3–6, 6–7(3–7), 7–5, 6–4                    |
| Dobles mixtos - Tercera ronda                        | Robert Farah [15] Anna-Lena Grönefeld [15]        | Nicholas Monroe Gabriela Dabrowski              | 7–5, 3–6, 6–4                                   |
| Partidos en la Pista N.º 3                           |                                                   |                                                 |                                                 |
| Modalidad                                            | Ganadores                                         | Perdedores                                      | Resultado                                       |
| Individuales masculinos - Cuarta ronda               | Tomáš Berdych [10]                                | Jiří Veselý                                     | 4–6, 6–3, 7–6(10–8), 6–7(9–11), 6–3             |
| Dobles femeninos - Tercera ronda                     | Raquel Atawo [10] Abigail Spears [10]             | Daria Gavrilova Daria Kasatkina                 | 6–3, 6–3                                        |
| Dobles mixtos - Primera ronda                        | Jiří Veselý Kateřina Siniaková                    | Dmitry Tursunov Andrea Petkovic                 | 2–6, 6–3, 6–2                                   |
| Dobles femeninos - Tercera ronda                     | Serena Williams Venus Williams                    | Andrea Hlaváčková [6] Lucie Hradecká [6]        | 6–4, 6–3                                        |
| Fondo de color indica un partido de la rama femenina |                                                   |                                                 |                                                 |

### Día 10 (6 de julio)
- Programación del día Archivado el 6 de julio de 2016 en Wayback Machine.
- Cabezas de serie eliminados:
  - Individual masculino:  Marin Čilić [9],  Jo-Wilfried Tsonga [12],  Sam Querrey [28],  Lucas Pouille [32]
  - Dobles masculino:  Bob Bryan /  Mike Bryan [2],   Jamie Murray /  Bruno Soares [3],  Henri Kontinen /  John Peers [10]
  - Dobles femenino:  Anabel Medina /  Arantxa Parra [14]
  - Dobles mixto:  Bruno Soares /  Yelena Vesnina [2],  Nenad Zimonjić /  Chan Yung-jan [5],  Łukasz Kubot /  Andrea Hlaváčková [6]

| Partidos en Canchas Principales                      | Partidos en Canchas Principales                   | Partidos en Canchas Principales                 | Partidos en Canchas Principales                 |
| Partidos en el Estadio Central All England Club      | Partidos en el Estadio Central All England Club   | Partidos en el Estadio Central All England Club | Partidos en el Estadio Central All England Club |
| Modalidad                                            | Ganadores                                         | Perdedores                                      | Resultado                                       |
| ---------------------------------------------------- | ------------------------------------------------- | ----------------------------------------------- | ----------------------------------------------- |
| Individuales masculinos - Cuartos de final           | Roger Federer [3]                                 | Marin Čilić [9]                                 | 6–7(4–7), 4–6, 6–3, 7–6(11–9), 6–3              |
| Individuales masculinos - Cuartos de final           | Andy Murray [2]                                   | Jo-Wilfried Tsonga [12]                         | 7–6(12–10), 6–1, 3–6, 4–6, 6–1                  |
| Partidos en la Pista N.º 1                           |                                                   |                                                 |                                                 |
| Modalidad                                            | Ganadores                                         | Perdedores                                      | Resultado                                       |
| Individuales masculinos - Cuartos de final           | Milos Raonic [6]                                  | Sam Querrey [28]                                | 6–4, 7–5, 5–7, 6–4                              |
| Individuales masculinos - Cuartos de final           | Tomáš Berdych [10]                                | Lucas Pouille [32]                              | 7–6(7–4), 6–3, 6–2                              |
| Partidos en la Pista N.º 2                           |                                                   |                                                 |                                                 |
| Modalidad                                            | Ganadores                                         | Perdedores                                      | Resultado                                       |
| Dobles femeninos - Tercera ronda                     | Tímea Babos [5] Yaroslava Shvedova [5]            | Johanna Konta Maria Sanchez                     | 4–6, 6–1, 7–5                                   |
| Dobles masculinos - Cuartos de final                 | Treat Huey [12] Max Mirnyi [12]                   | Jonathan Marray [WC] Adil Shamasdin [WC]        | 6–4, 7–6(7–5), 6–3                              |
| Dobles mixtos - Tercera ronda                        | Aisam-ul-Haq Qureshi [14] Yaroslava Shvedova [14] | Neal Skupski [WC] Anna Smith [WC]               | 6–3, 6–4                                        |
| Dobles femeninos - Cuartos de final                  | Raquel Atawo [10] Abigail Spears [10]             | Anna-Lena Grönefeld [PR] Květa Peschke [PR]     | 6–4, 6–2                                        |
| Partidos en la Pista N.º 3                           |                                                   |                                                 |                                                 |
| Modalidad                                            | Ganadores                                         | Perdedores                                      | Resultado                                       |
| Dobles femeninos - Tercera ronda                     | Yekaterina Makarova [4] Yelena Vesnina [4]        | Michaëlla Krajicek Barbora Strýcová             | 6–3, 6–4                                        |
| Dobles masculinos - Cuartos de final                 | Raven Klaasen [11] Rajeev Ram [11]                | Bob Bryan [2] Mike Bryan [2]                    | 7–6(7–2), 6–1, 7–6(7–4)                         |
| Dobles mixtos - Segunda ronda                        | Radek Štepánek [9] Lucie Šafárová [9]             | Jirí Veselý Kateřina Siniaková                  | 7–5, 7–6(7–5)                                   |
| Fondo de color indica un partido de la rama femenina |                                                   |                                                 |                                                 |

### Día 11 (7 de julio)
- Programación del día Archivado el 6 de julio de 2016 en Wayback Machine.
- Cabezas de serie eliminados:
  - Individual femenino:  Venus Williams [8]
  - Dobles masculino:  Raven Klaasen /  Rajeev Ram [11],  Treat Huey /  Max Mirnyi [12]
  - Dobles femenino:  Martina Hingis /  Sania Mirza [1],  Caroline Garcia /  Kristina Mladenovic [2],  Yekaterina Makarova /  Yelena Vesnina [4]
  - Dobles mixto:  Radek Štěpánek /  Lucie Šafářová [9],  Alexander Peya /  Andreja Klepač [10],  Marcin Matkowski /  Katarina Srebotnik [11],  Leander Paes /  Martina Hingis [16]

| Partidos en Canchas Principales                      | Partidos en Canchas Principales                   | Partidos en Canchas Principales                 | Partidos en Canchas Principales                 |
| Partidos en el Estadio Central All England Club      | Partidos en el Estadio Central All England Club   | Partidos en el Estadio Central All England Club | Partidos en el Estadio Central All England Club |
| Modalidad                                            | Ganadores                                         | Perdedores                                      | Resultado                                       |
| ---------------------------------------------------- | ------------------------------------------------- | ----------------------------------------------- | ----------------------------------------------- |
| Individuales femeninos - Semifinales                 | Serena Williams [1]                               | Yelena Vesnina                                  | 6–2, 6–0                                        |
| Individuales femeninos - Semifinales                 | Angelique Kerber [4]                              | Venus Williams [8]                              | 6–4, 6–4                                        |
| Dobles masculinos - Semifinales                      | Pierre-Hugues Herbert [1] Nicolas Mahut [1]       | Treat Huey [12] Max Mirnyi [12]                 | 6–4, 3–6, 6–7(3–7), 6–4, 6–4                    |
| Partidos en la Pista N.º 1                           |                                                   |                                                 |                                                 |
| Modalidad                                            | Ganadores                                         | Perdedores                                      | Resultado                                       |
| Dobles femeninos - Cuartos de final                  | Tímea Babos [5] Yaroslava Shvedova [5]            | Martina Hingis [1] Sania Mirza [1]              | 6–2, 6–4                                        |
| Dobles masculinos - Semifinales                      | Julien Benneteau [PR] Édouard Roger-Vasselin [PR] | Raven Klaasen [11] Rajeev Ram [11]              | 7–5, 6–4, 5–7, 7–6(7–5)                         |
| Dobles mixtos - Tercera ronda                        | Henri Kontinen Heather Watson                     | Leander Paes [16] Martina Hingis [16]           | 3–6, 6–3, 6–2                                   |
| Partidos en la Pista N.º 2                           |                                                   |                                                 |                                                 |
| Modalidad                                            | Ganadores                                         | Perdedores                                      | Resultado                                       |
| Dobles femeninos - Cuartos de final                  | Julia Görges [8] Karolína Plíšková [8]            | Caroline Garcia [2] Kristina Mladenovic [2]     | 7–6(11–9), 6–3                                  |
| Dobles femeninos - Cuartos de final                  | Serena Williams Venus Williams                    | Yekaterina Makarova [4] Yelena Vesnina [4]      | 7–6(7–1), 4–6, 6–2                              |
| Partidos en la Pista N.º 3                           |                                                   |                                                 |                                                 |
| Modalidad                                            | Ganadores                                         | Perdedores                                      | Resultado                                       |
| Dobles mixtos - Tercera de final                     | Oliver Marach Jeļena Ostapenko                    | Radek Štěpánek [9] Lucie Šafářová [9]           | 6–4, 7–6(7–5)                                   |
| Dobles mixtos - Cuartos de final                     | Robert Farah [15] Anna-Lena Grönefeld [15]        | Alexander Peya [10] Andreja Klepač [10]         | 6–7(2–7), 6–3, 6–3                              |
| Dobles mixtos - Cuartos de final                     | Aisam-ul-Haq Qureshi [14] Yaroslava Shvedova [14] | Marcin Matkowski [11] Katarina Srebotnik [11]   | 6–3, 3–6, 7–5                                   |
| Fondo de color indica un partido de la rama femenina |                                                   |                                                 |                                                 |

### Día 12 (8 de julio)
- Programación del día Archivado el 7 de julio de 2016 en Wayback Machine.
- Cabezas de serie eliminados:
  - Individual masculino:  Roger Federer [3],  Tomáš Berdych [10]
  - Dobles femenino:  Raquel Atawo /  Abigail Spears [10]
  - Dobles mixto:  Aisam-ul-Haq Qureshi /  Yaroslava Shvedova [14]

| Partidos en Canchas Principales                      | Partidos en Canchas Principales                 | Partidos en Canchas Principales                 | Partidos en Canchas Principales                 |
| Partidos en el Estadio Central All England Club      | Partidos en el Estadio Central All England Club | Partidos en el Estadio Central All England Club | Partidos en el Estadio Central All England Club |
| Modalidad                                            | Ganadores                                       | Perdedores                                      | Resultado                                       |
| ---------------------------------------------------- | ----------------------------------------------- | ----------------------------------------------- | ----------------------------------------------- |
| Individuales masculinos - Semifinales                | Milos Raonic [6]                                | Roger Federer [3]                               | 6-3, 6-7(3–7), 4-6, 7-5, 6-3                    |
| Individuales masculinos - Semifinales                | Andy Murray [2]                                 | Tomáš Berdych [10]                              | 6–3, 6–3, 6–3                                   |
| Partidos en la Pista N.º 1                           |                                                 |                                                 |                                                 |
| Modalidad                                            | Ganadores                                       | Perdedores                                      | Resultado                                       |
| Dobles femeninos - Semifinales                       | Tímea Babos [5] Yaroslava Shvedova [5]          | Raquel Atawo [10] Abigail Spears [10]           | 6–4, 6–2                                        |
| Dobles femeninos - Semifinales                       | Serena Williams Venus Williams                  | Julia Görges Karolína Plíšková [8]              | 7–6(7–3), 6–4                                   |
| Dobles mixtos - Cuartos de final                     | Henri Kontinen Heather Watson                   | Scott Lipsky Alla Kudryavtseva                  | 6–3, 6–2                                        |
| Partidos en la Pista N.º 3                           |                                                 |                                                 |                                                 |
| Modalidad                                            | Ganadores                                       | Perdedores                                      | Resultado                                       |
| Dobles mixtos - Cuartos de final                     | Oliver Marach Jeļena Ostapenko                  | Juan Sebastián Cabal Mariana Duque Mariño       | 7–5, 4–6, 6–0                                   |
| Dobles mixtos - Semifinales                          | Robert Farah Anna-Lena Grönefeld [15]           | Aisam-ul-Haq Qureshi Yaroslava Shvedova [14]    | 6-4, 2-6, 7-5                                   |
| Fondo de color indica un partido de la rama femenina |                                                 |                                                 |                                                 |

### Día 13 (9 de julio)
- Programación del día
- Cabezas de serie eliminados:
  - Individual femenino:  Angelique Kerber [4]
  - Dobles masculino:
  - Dobles femenino:  Tímea Babos /  Yaroslava Shvedova [5]
  - Dobles mixto:

| Partidos en Canchas Principales                      | Partidos en Canchas Principales                 | Partidos en Canchas Principales                   | Partidos en Canchas Principales                 |
| Partidos en el Estadio Central All England Club      | Partidos en el Estadio Central All England Club | Partidos en el Estadio Central All England Club   | Partidos en el Estadio Central All England Club |
| Modalidad                                            | Ganadores                                       | Perdedores                                        | Resultado                                       |
| ---------------------------------------------------- | ----------------------------------------------- | ------------------------------------------------- | ----------------------------------------------- |
| Individuales femeninos - Final                       | Serena Williams [1]                             | Angelique Kerber [4]                              | 7-5, 6-3                                        |
| Dobles masculinos - Final                            | Pierre-Hugues Herbert [1] Nicolas Mahut [1]     | Julien Benneteau [PR] Édouard Roger-Vasselin [PR] | 6–4, 7–6(7-1), 6–3                              |
| Dobles femeninos - Final                             | Serena Williams Venus Williams                  | Tímea Babos [5] Yaroslava Shvedova [5]            | 6-3, 6-4                                        |
| Partidos en la Pista N.º 1                           |                                                 |                                                   |                                                 |
| Modalidad                                            | Ganadores                                       | Perdedores                                        | Resultado                                       |
| Dobles mixtos - Semifinales                          | Henri Kontinen Heather Watson                   | Oliver Marach Jeļena Ostapenko                    | 7–6(7-1), 6-3                                   |
| Fondo de color indica un partido de la rama femenina |                                                 |                                                   |                                                 |

### Día 14 (10 de julio)
- Programación del día
- Cabezas de serie eliminados:
  - Individual masculino:  Milos Raonic [6]
  - Dobles mixto:  Robert Farah /  Anna-Lena Grönefeld [15]

| Partidos en Canchas Principales                      | Partidos en Canchas Principales                 | Partidos en Canchas Principales                 | Partidos en Canchas Principales                 |
| Partidos en el Estadio Central All England Club      | Partidos en el Estadio Central All England Club | Partidos en el Estadio Central All England Club | Partidos en el Estadio Central All England Club |
| Modalidad                                            | Ganadores                                       | Perdedores                                      | Resultado                                       |
| ---------------------------------------------------- | ----------------------------------------------- | ----------------------------------------------- | ----------------------------------------------- |
| Individuales masculinos - Final                      | Andy Murray [2]                                 | Milos Raonic [6]                                | 6-4, 7-6(7-3), 7-6(7-2)                         |
| Dobles mixtos - Final                                | Henri Kontinen Heather Watson                   | Robert Farah Anna-Lena Grönefeld [15]           | 7-6(7-5), 6-4                                   |
| Fondo de color indica un partido de la rama femenina |                                                 |                                                 |                                                 |

## Cabezas de serie
Los cabeza de series para el Campeonato de Wimbledon 2016 se anunció el miércoles, 22 de junio de 2016.
Los cabeza de series se ajustarán en un sistema basado en la superficie para reflejar con más precisión el rendimiento pista de césped del jugador individual de acuerdo con la siguiente fórmula, que se aplica a los 32 mejores jugadores de acuerdo con el ranking de la ATP el 20 de junio de 2016:
- Tome los puntos de entrada del sistema de posición el 20 de junio de 2016.
- Añadir 100 % de los puntos ganados en todos los torneos de cancha de césped en los últimos 12 meses (22 de junio de 2015 a 19 de junio de 2016).
- Añadir 75 % de los puntos ganados en los mejor torneo de tenis de césped en los 12 meses antes del (16 de junio de 2014 a 21 de junio de 2015).

Ranking y puntos antes son como de 27 de junio de 2016.

### Cuadro individual masculino
| cabeza de serie | Ranking | Jugador               | Puntos | Puntos por defender | Puntos ganados | Nuevos puntos | Ronda hasta la que avanzó en el torneo                |
| 1               | 1       | Novak Djokovic        | 16,950 | 2,000               | 90             | 15,040        | Tercera ronda, perdió ante Sam Querrey [28]           |
| 2               | 2       | Andy Murray           | 8,915  | 720                 | 2,000          | 10,195        | Campeón, derrotó a Milos Raonic [6] en la final       |
| 3               | 3       | Roger Federer         | 6,425  | 1,200               | 720            | 5,945         | Semifinales, perdió ante Milos Raonic [6]             |
| 4               | 5       | Stan Wawrinka         | 5,035  | 360                 | 45             | 4,720         | Segunda ronda, perdió ante Juan Martín del Potro [PR] |
| 5               | 6       | Kei Nishikori         | 4,155  | 45                  | 180            | 4,290         | Cuarta ronda, retiro ante Marin Čilić [9]             |
| 6               | 7       | Milos Raonic          | 3,175  | 90                  | 1,200          | 4,285         | Final, perdió ante Andy Murray [2]                    |
| 7               | 10      | Richard Gasquet       | 2,905  | 720                 | 180            | 2,365         | Cuarta ronda, retiro ante Jo-Wilfried Tsonga [12]     |
| 8               | 8       | Dominic Thiem         | 3,175  | 45                  | 45             | 3,175         | Segunda ronda, perdió ante Jiří Veselý                |
| 9               | 13      | Marin Čilić           | 2,695  | 360                 | 360            | 2,695         | Cuartos de final, perdió ante Roger Federer [3]       |
| 10              | 9       | Tomáš Berdych         | 2,950  | 180                 | 720            | 3,490         | Semifinales, perdió ante Andy Murray [2]              |
| 11              | 11      | David Goffin          | 2,780  | 180                 | 180            | 2,780         | Cuarta ronda, perdió ante Milos Raonic [6]            |
| 12              | 12      | Jo-Wilfried Tsonga    | 2,725  | 90                  | 360            | 2,995         | Cuartos de final, perdió ante Andy Murray [2]         |
| 13              | 14      | David Ferrer          | 2,605  | 0                   | 45             | 2,650         | Segunda ronda, perdió ante Nicolas Mahut              |
| 14              | 15      | Roberto Bautista      | 2,150  | 180                 | 90             | 2,060         | Tercera ronda, perdió ante Bernard Tomic [19]         |
| 15              | 18      | Nick Kyrgios          | 1,855  | 180                 | 180            | 1,855         | Cuarta ronda, perdió ante Andy Murray [2]             |
| 16              | 20      | Gilles Simon          | 1,720  | 360                 | 45             | 1,405         | Segunda ronda, perdió ante Grigor Dimitrov            |
| 17              | 16      | Gaël Monfils          | 2,110  | 90                  | 10             | 2,030         | Primera ronda, perdió ante Jérémy Chardy              |
| 18              | 17      | John Isner            | 2,055  | 90                  | 90             | 2,055         | Tercera ronda, perdió ante Jo-Wilfried Tsonga [12]    |
| 19              | 19      | Bernard Tomic         | 1,760  | 90                  | 180            | 1,850         | Cuarta ronda, perdió ante Lucas Pouille [32]          |
| 20              | 25      | Kevin Anderson        | 1,505  | 180                 | 10             | 1,335         | Primera ronda, perdió ante Denis Istomin              |
| 21              | 22      | Philipp Kohlschreiber | 1,600  | 10                  | 10             | 1,600         | Primera ronda, perdió ante Pierre-Hugues Herbert      |
| 22              | 21      | Feliciano López       | 1,630  | 45                  | 90             | 1,675         | Tercera ronda, perdió ante Nick Kyrgios [15]          |
| 23              | 32      | Ivo Karlović          | 1,270  | 180                 | 45             | 1,135         | Segunda ronda, perdió ante Lukáš Lacko [Q]            |
| 24              | 28      | Alexander Zverev      | 1,385  | 45                  | 90             | 1,430         | Tercera ronda, perdió ante Tomáš Berdych              |
| 25              | 27      | Viktor Troicki        | 1,405  | 180                 | 45             | 1,270         | Segunda ronda vs Albert Ramos-Viñolas                 |
| 26              | 23      | Benoît Paire          | 1,596  | 45                  | 45             | 1,596         | Segunda ronda, perdió ante John Millman               |
| 27              | 26      | Jack Sock             | 1,415  | 10                  | 90             | 1,495         | Tercera ronda vs Milos Raonic [6]                     |
| 28              | 41      | Sam Querrey           | 1,075  | 45                  | 360            | 1,390         | Cuartos de final, perdió ante Milos Raonic [6]        |
| 29              | 24      | Pablo Cuevas          | 1,555  | 10                  | 10             | 1,555         | Primera ronda, perdió ante Andrey Kuznetsov           |
| 30              | 33      | Alexandr Dolgopolov   | 1,215  | 45                  | 45             | 1,215         | Segunda ronda, perdió ante Daniel Evans               |
| 31              | 31      | João Sousa            | 1,275  | 10                  | 90             | 1,355         | Tercera ronda vs Jiří Veselý                          |
| 32              | 30      | Lucas Pouille         | 1,311  | 10                  | 360            | 1,661         | Cuartos de final, perdió ante Tomáš Berdych [10]      |

#### Bajas masculinas notables
| Ra. | Jugador      | Puntos | Puntos por defender | Puntos ganados | Nuevos puntos | Motivo              |
| --- | ------------ | ------ | ------------------- | -------------- | ------------- | ------------------- |
| 4   | Rafael Nadal | 5,405  | 45                  | 0              | 5,360         | Lesión de la muñeca |

### Cuadro individual femenino
| Sembrada | Ranking | Jugadora                  | Puntos | Puntos por defender | Puntos ganados | Nuevos puntos | Ronda hasta la que avanzó en el torneo                    |
| 1        | 1       | Serena Williams           | 8,330  | 2,000               | 2,000          | 8,330         | Final, venció a Angelique Kerber [4]                      |
| 2        | 2       | Garbiñe Muguruza          | 6,712  | 1,300               | 70             | 5,482         | Segunda ronda, perdió ante Jana Čepelová [Q]              |
| 3        | 3       | Agnieszka Radwańska       | 5,875  | 780                 | 240            | 5,355         | Cuarta ronda, perdió ante Dominika Cibulková [19]         |
| 4        | 4       | Angelique Kerber          | 5,330  | 130                 | 1300           | 6,500         | Final, perdió ante Serena Williams [1]                    |
| 5        | 5       | Simona Halep              | 4,372  | 10                  | 430            | 4,792         | Cuartos de final, perdió ante Angelique Kerber [4]        |
| 6        | 7       | Roberta Vinci             | 3,405  | 10                  | 130            | 3,525         | Tercera ronda, perdió ante Coco Vandeweghe [27]           |
| 7        | 13      | Belinda Bencic            | 2,775  | 240                 | 70             | 2,605         | Segunda ronda, retiro ante Julia Boserup                  |
| 8        | 8       | Venus Williams            | 3,116  | 240                 | 430            | 3,656         | Semifinales, perdió ante Angelique Kerber [4]             |
| 9        | 9       | Madison Keys              | 3,061  | 430                 | 10             | 2,871         | Cuarta ronda, perdió ante Simona Halep [5]                |
| 10       | 10      | Petra Kvitová             | 2,876  | 130                 | 70             | 2,816         | Segunda ronda, perdió ante Yekaterina Makarova            |
| 11       | 11      | Timea Bacsinszky          | 2,800  | 430                 | 130            | 2,500         | Tercera ronda, perdió ante Anastasiya Pavliuchenkova [21] |
| 12       | 12      | Carla Suárez Navarro      | 2,780  | 10                  | 240            | 3,010         | Cuarta ronda, perdió ante Venus Williams [8]              |
| 13       | 14      | Svetlana Kuznetsova       | 2,730  | 70                  | 240            | 2,900         | Cuarta ronda, perdió ante Svetlana Kuznetsova [13]        |
| 14       | 16      | Samantha Stosur           | 2,700  | 130                 | 70             | 2,640         | Segunda ronda, perdió ante Sabine Lisicki                 |
| 15       | 17      | Karolína Plíšková         | 2,540  | 70                  | 70             | 2,540         | Segunda ronda, perdió ante Misaki Doi                     |
| 16       | 19      | Johanna Konta             | 2,330  | 10                  | 70             | 2,330         | Segunda ronda, perdió ante Eugenie Bouchard               |
| 17       | 20      | Elina Svitolina           | 2,226  | 70                  | 70             | 2,226         | Segunda ronda, perdió ante Yaroslava Shvedova             |
| 18       | 22      | Sloane Stephens           | 1,995  | 130                 | 130            | 1,995         | Tercera ronda, perdió ante Svetlana Kuznetsova [13]       |
| 19       | 18      | Dominika Cibulková        | 2,541  | 10                  | 430            | 2,961         | Cuartos de final, perdió ante Yelena Vesnina              |
| 20       | 21      | Sara Errani               | 2,030  | 70                  | 70             | 2,030         | Primera ronda, perdió ante Alizé Cornet                   |
| 21       | 22      | Anastasiya Pavliuchenkova | 1,960  | 70                  | 430            | 2,320         | Cuartos de final, perdió ante Serena Williams [1]         |
| 22       | 24      | Jelena Janković           | 1,940  | 240                 | 70             | 1,770         | Segunda ronda, perdió ante Stefanie Vögele                |
| 23       | 25      | Ana Ivanović              | 1,915  | 70                  | 10             | 1,855         | Primera ronda, perdió ante Ekaterina Alexandrova [Q]      |
| 24       | 26      | Barbora Strýcová          | 1,885  | 10                  | 130            | 2,005         | Tercera ronda, perdió ante Yekaterina Makarova            |
| 25       | 27      | Irina-Camelia Begu        | 1,765  | 130                 | 10             | 1,645         | Primera ronda, perdió ante Carina Witthöft                |
| 26       | 28      | Kiki Bertens              | 1,729  | 10                  | 130            | 1,849         | Tercera ronda, perdió ante Simona Halep [5]               |
| 27       | 30      | Coco Vandeweghe           | 1,652  | 430                 | 240            | 1,462         | Cuarta ronda, perdió ante Anastasiya Pavliuchenkova [21]  |
| 28       | 29      | Lucie Šafářová            | 1,673  | 240                 | 240            | 1,673         | Cuarta ronda, perdió ante Yaroslava Shvedova              |
| 29       | 33      | Daria Kasatkina           | 1,586  | (13)                | 130            | 1,703         | Tercera ronda, perdió ante Venus Williams [8]             |
| 30       | 31      | Caroline Garcia           | 1,585  | 10                  | 70             | 1,645         | Primera ronda, perdió ante Kateřina Siniaková             |
| 31       | 32      | Kristina Mladenovic       | 1,585  | 130                 | 10             | 1,465         | Primera ronda, perdió ante Aliaksandra Sasnovich          |
| 32       | 38      | Andrea Petković           | 1,440  | 130                 | 70             | 1,380         | Primera ronda, perdió ante Yelena Vesnina                 |

#### Bajas femeninas notables
| Ra. | Jugadora          | Puntos | Puntos por defender | Puntos ganados | Nuevos puntos | Motivo            |
| --- | ----------------- | ------ | ------------------- | -------------- | ------------- | ----------------- |
| 6   | Victoria Azarenka | 4,191  | 430                 | 0              | 3,761         | lesión de rodilla |
| 15  | Flavia Pennetta   | 2,723  | 10                  | 0              | 2,713         | Retiro del tenis  |

## Cabezas de serie dobles
| Jugadores             | Jugadores         | Rank1 | Cabeza de serie |
| --------------------- | ----------------- | ----- | --------------- |
| Pierre-Hugues Herbert | Nicolas Mahut     | 5     | 1               |
| Bob Bryan             | Mike Bryan        | 9     | 2               |
| Jamie Murray          | Bruno Soares      | 10    | 3               |
| Jean-Julien Rojer     | Horia Tecău       | 13    | 4               |
| Ivan Dodig            | Marcelo Melo      | 23    | 5               |
| Rohan Bopanna         | Florin Mergea     | 23    | 6               |
| Łukasz Kubot          | Alexander Peya    | 40    | 7               |
| Vasek Pospisil        | Jack Sock         | 42    | 8               |
| Dominic Inglot        | Daniel Nestor     | 43    | 9               |
| Henri Kontinen        | John Peers        | 45    | 10              |
| Raven Klaasen         | Rajeev Ram        | 45    | 11              |
| Treat Huey            | Max Mirnyi        | 49    | 12              |
| Juan Sebastián Cabal  | Robert Farah      | 55    | 13              |
| Radek Štěpánek        | Nenad Zimonjić    | 57    | 14              |
| Pablo Cuevas          | Marcel Granollers | 71    | 15              |
| Mate Pavić            | Michael Venus     | 73    | 16              |

| Jugadoras             | Jugadoras           | Rank1 | Cabeza de serie |
| --------------------- | ------------------- | ----- | --------------- |
| Martina Hingis        | Sania Mirza         | 2     | 1               |
| Caroline Garcia       | Kristina Mladenovic | 7     | 2               |
| Chan Hao-ching        | Chan Yung-jan       | 11    | 3               |
| Yekaterina Makarova   | Yelena Vesnina      | 19    | 4               |
| Tímea Babos           | Yaroslava Shvedova  | 21    | 5               |
| Andrea Hlaváčková     | Lucie Hradecká      | 21    | 6               |
| Bethanie Mattek-Sands | Lucie Šafářová      | 23    | 7               |
| Julia Görges          | Karolína Plíšková   | 34    | 8               |
| Xu Yifan              | Zheng Saisai        | 34    | 9               |
| Raquel Atawo          | Abigail Spears      | 46    | 10              |
| Andreja Klepač        | Katarina Srebotnik  | 52    | 11              |
| Margarita Gasparyan   | Monica Niculescu    | 55    | 12              |
| Vania King            | Alla Kudryavtseva   | 58    | 13              |
| Anabel Medina         | Arantxa Parra       | 60    | 14              |
| Sara Errani           | Oksana Kalashnikova | 70    | 15              |
| Kiki Bertens          | Johanna Larsson     | 70    | 16              |

### Dobles mixto
| Jugadores            | Jugadores           | Rank1 | Cabeza de serie |
| -------------------- | ------------------- | ----- | --------------- |
| Ivan Dodig           | Sania Mirza         | 16    | 1               |
| Bruno Soares         | Yelena Vesnina      | 16    | 2               |
| Horia Tecău          | Coco Vandeweghe     | 26    | 3               |
| Max Mirnyi           | Chan Hao-ching      | 30    | 4               |
| Nenad Zimonjić       | Chan Yung-jan       | 31    | 5               |
| Łukasz Kubot         | Andrea Hlaváčková   | 32    | 6               |
| Raven Klaasen        | Raquel Atawo        | 38    | 7               |
| Jean-Julien Rojer    | Kiki Bertens        | 43    | 8               |
| Radek Štěpánek       | Lucie Šafářová      | 45    | 9               |
| Alexander Peya       | Andreja Klepač      | 51    | 10              |
| Marcin Matkowski     | Katarina Srebotnik  | 51    | 11              |
| Daniel Nestor        | Chuang Chia-jung    | 53    | 12              |
| Rohan Bopanna        | Anastasia Rodionova | 54    | 13              |
| Aisam-ul-Haq Qureshi | Yaroslava Shvedova  | 54    | 14              |
| Robert Farah         | Anna-Lena Grönefeld | 55    | 15              |
| Leander Paes         | Martina Hingis      | 56    | 16              |

## Campeones defensores
| Modalidad                   | Campeón 2015                  | Campeón 2016                        |
| Individual masculino        | Novak Djokovic                | Andy Murray                         |
| Individual femenino         | Serena Williams               | Serena Williams                     |
| Dobles masculino            | Jean-Julien Rojer Horia Tecău | Pierre-Hugues Herbert Nicolas Mahut |
| Dobles femenino             | Martina Hingis Sania Mirza    | Serena Williams Venus Williams      |
| Dobles mixto                | Leander Paes Martina Hingis   | Henri Kontinen Heather Watson       |
| Individual junior masculino | Reilly Opelka                 | Denis Shapovalov                    |
| Individual junior femenino  | Sofya Zhuk                    | Anastasia Potapova                  |
| Dobles junior masculino     | Lý Hoàng Nam Sumit Nagal      | Kenneth Raisma Stefanos Tsitsipas   |
| Dobles junior femenino      | Dalma Gálfi Fanny Stollár     | Usue Maitane Arconada Claire Liu    |

## Invitados
| - Liam Broady - Brydan Klein - Alexander Ward - James Ward - Dustin Brown - Radek Štěpánek | - Tara Moore - Laura Robson - Katie Swan - Daniela Hantuchová - Marina Melnikova - Evgeniya Rodina |

| - Kyle Edmund / James Ward - Daniel Evans / Lloyd Glasspool - Brydan Klein / Alexander Ward - Ken Skupski / Neal Skupski - Jonathan Marray / Adil Shamasdin - Lleyton Hewitt / Jordan Thompson | - Jocelyn Rae / Anna Smith - Tara Moore / Conny Perrin - Ashleigh Barty / Laura Robson - Daniela Hantuchová / Donna Vekić |

| - Liam Broady / Naomi Broady - Colin Fleming / Jocelyn Rae - Dominic Inglot / Laura Robson - Ken Skupski / Tara Moore - Neal Skupski / Anna Smith |

## Clasificación
| 1. Matthew Barton 2. Alexander Kudryavtsev 3. Tristan Lamasine 4. Marcus Willis 5. Ruben Bemelmans 6. Bjorn Fratangelo 7. Luke Saville 8. Marius Copil 9. Igor Sijsling 10. Albano Olivetti 11. Lukáš Lacko 12. Yoshihito Nishioka 13. Franko Škugor 14. Dennis Novikov 15. Radu Albot 16. Édouard Roger-Vasselin | 1. Tatjana Maria 2. Amra Sadiković 3. Jana Čepelová 4. Aleksandra Krunić 5. Maria Sakkari 6. Julia Boserup 7. Tamira Paszek 8. Luksika Kumkhum 9. Mandy Minella 10. Ekaterina Alexandrova 11. Marina Erakovic 12. Paula Kania |

| 1. Quentin Halys / Tristan Lamasine 2. Konstantin Kravchuk / Denys Molchanov 3. Marcelo Arévalo / Roberto Maytín 4. Dustin Brown / Jan-Lennard Struff | 1. Demi Schuurs / Renata Voráčová 2. Elise Mertens / An-Sophie Mestach 3. Chan Chin-wei / Han Xinyun 4. Shuko Aoyama / Makoto Ninomiya |

## Finales

### Sénior

#### Individual masculino
Andy Murray venció a  Miloš Raonić por 6-4, 7-6(3), 7-6(2)

#### Individual femenino
Serena Williams venció a  Angelique Kerber por 7-5, 6-3

#### Dobles masculino
Pierre-Hugues Herbert /  Nicolas Mahut vencieron a  Julien Benneteau /  Édouard Roger-Vasselin por 6-4, 7-6(1), 6-3

#### Dobles femenino
Serena Williams /  Venus Williams vencieron a  Tímea Babos /  Yaroslava Shvédova por 6-3, 6-4

#### Dobles mixtos
Heather Watson /  Henri Kontinen vencieron a  Anna-Lena Grönefeld /  Robert Farah por 7-6(5), 6-4

### Júnior

#### Individual masculino
Denis Shapovalov venció a  Álex de Miñaur por 4-6, 6-1, 6-3

#### Individual femenino
Anastasia Potapova venció a  Dayana Yastremska por 6–4, 6–3

#### Dobles masculino
Kenneth Raisma /  Stefanos Tsitsipas vencieron a  Félix Auger-Aliassime /  Denis Shapovalov por 4–6, 6–4, 6–2

#### Dobles femenino
Usue Maitane Arconada /  Claire Liu vencieron a  Mariam Bolkvadze /  Caty McNally por 6-2, 6-3

### Leyendas

#### Leyendas masculino
Greg Rusedski /  Fabrice Santoro vencieron a  Jonas Björkman /  Thomas Johansson por 7-5, 6-1

#### Leyendas femenino
Martina Navratilova /  Selima Sfar vencieron a  Lindsay Davenport /  Mary Joe Fernández por 7-6(5), retiro

#### Leyendas Mayor masculino
Todd Woodbridge /  Mark Woodforde vencieron a  Jacco Eltingh /  Paul Haarhuis por 6-2, 7-5

### Silla de ruedas

#### Individual masculino
Gordon Reid venció a  Stefan Olsson por 6-1, 6-4

#### Individual femenino
Jiske Griffioen venció a  Aniek van Koot por 4–6, 6–0, 6–4

#### Dobles masculino
Alfie Hewett /  Gordon Reid vencieron a  Stéphane Houdet /  Nicolas Peifer por 4–6, 6–1, 7–6(8–6)

#### Dobles femenino
Yui Kamiji /  Jordanne Whiley vencieron a  Jiske Griffioen /  Aniek van Koot por 6–2, 6–2